# 剑南春
剑南春是中国浓香型白酒，产于四川省绵竹市剑南街道，最早可以追溯到唐代。中国三大名酒“茅五剑”中的剑指的是剑南春。瓶身有佛教莲花图案，寓意高贵典雅。

## 起源
唐朝时期，剑南地区出产一种名为“烧春”的酒，由此衍生出“唐时宫廷酒，今日剑南春”的说法。不过剑南烧春和当代剑南春之间的关系尚不明确。